# Henties Bay
Henties Bay – miasto w Namibii; w regionie Erongo; 4 720 mieszkańców (2011). 